# Anselm Grün
Anselm Grün (também escrito como Anselm Gruen) (nascido em 14 de janeiro de 1945 em Junkershausen, Alemanha) é um monge beneditino alemão. Está sob o comando da parte financeira da Abadia de Münsterschwarzach, da Ordem de São Bento, e é autor de aproximadamente 300 livros com foco na espiritualidade. Dos seus livros, mais de 15 milhões de cópias foram vendidas em 30 idiomas. São mais de 100 livros traduzidos no Brasil, sendo 90 lançados pela Editora Vozes. Além disso, Anselm Grün ministra cursos e palestras, e faz aconselhamento espiritual. Por alegadamente relativizar a doutrina da igreja católica, é por vezes apontado como herege por alguns sectores conservadores da Igreja, ainda sim, é estimado por muitas pessoas como guia espiritual e está entre os autores cristãos mais lidos da atualidade.

## Biografia

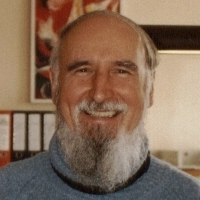
Anselm Grün, em abril de 2005

Grün terminou o colégio em 1964 com nota geral dez e fez o vestibular alemão, optando pelo curso de gramática em Würzburg, Alemanha. No mesmo ano, começou como noviço na Abadia beneditina Münsterschwarzach, que fica próxima à universidade. De 1965 até 1971 estudou filosofia e teologia na St. Ottilien Archabbey e em Roma. Em 1974 completou seu PhD em teologia na Karl Rahner. De 1974 até 1976, Anselm Grün estudou Economia em Nuremberg. Foi quando tornou-se tesoureiro (Do original: Cellerar) e responsável por toda a administração econômica da abadia de Münsterschwarzach, com 280 empregados e 20 investimentos externos.

## Grafia e pronúncia
A letra do alfabeto alemão, ü (com trema), pode ser substituída por ue. Por isso, a grafia de Grün pode ser encontrada como Gruen. A pronúncia correta é um u fechado, como o do francês, mas é aceita, também, com o som de i.

## No Brasil
Anselm Grün realizou uma série de encontros no Brasil, no ano de 2014. Esteve em São Paulo, Rio de Janeiro, Belo Horizonte, Brasília e Fortaleza. Sua última visita havia acontecido cerca de 15 anos antes.